# Macroscepis elliptica
Macroscepis elliptica är en oleanderväxtart som beskrevs av Nicholas Edward Brown. Macroscepis elliptica ingår i släktet Macroscepis och familjen oleanderväxter. Inga underarter finns listade i Catalogue of Life.